# Golden Globe per il miglior attore in una mini-serie o film per la televisione
Il Golden Globe per il miglior attore in una mini-serie o film per la televisione viene assegnato al miglior attore di una mini-serie o film per la televisione dalla HFPA (Hollywood Foreign Press Association). È stato assegnato per la prima volta nel 1982.

## Vincitori e candidati
L'elenco mostra il vincitore di ogni anno, seguito dagli attori che hanno ricevuto una candidatura. Per ogni attore viene indicata la mini-serie o film per la televisione che gli ha valso la candidatura (titolo italiano e titolo originale tra parentesi).

### 1980
- 1982
  - Mickey Rooney - Bill (Bill)
  - Peter O'Toole - Masada (Masada)
  - Peter Strauss - Masada (Masada)
  - Timothy Hutton - A Long Way Home (A Long Way Home)
  - Ray Sharkey - The Ordeal of Bill Carney (The Ordeal of Bill Carney)
  - Dirk Bogarde - La storia di Patricia Neal (The Patricia Neal Story)
  - Danny Kaye - Diritto d'offesa (Skokie)
- 1983
  - Anthony Andrews - Ritorno a Brideshead (Brideshead Revisited)
  - Jeremy Irons - Ritorno a Brideshead (Brideshead Revisited)
  - Sam Waterston - Oppenheimer (Oppenheimer)
  - Philip Anglim - The Elephant Man (The Elephant Man)
  - Robby Benson - Due come noi (Two of a Kind)
- 1984
  - Richard Chamberlain - Uccelli di rovo (The Thorn Birds)
  - Martin Sheen - Kennedy (Kennedy)
  - Robert Blake - All'ultimo sangue (Blood Feud)
  - Peter Strauss - Cuore d'acciaio (Heart of Steel)
  - Louis Gossett Jr. - Sadat (Sadat)
- 1985
  - Ted Danson - Quelle strane voci su Amelia (Something About Amelia)
  - Sam Neill - Reilly, l'asso delle spie (Reilly: Ace of Spies)
  - James Garner - Heartsounds (Heartsounds)
  - Jason Robards - Sakharov (Sakharov)
  - Treat Williams - Un tram che si chiama Desiderio (A Streetcar Named Desire)
- 1986
  - Dustin Hoffman - Morte di un commesso viaggiatore (Death of a Salesman)
  - Peter Strauss - Caino e Abele (Kane & Abel)
  - Kirk Douglas - Amos (Amos)
  - Richard Crenna - La lunga notte di Richard Beck (The Rape of Richard Beck)
  - Richard Chamberlain - Wallenberg (Wallenberg: A Hero's Story)
- 1987
  - James Woods - Promise (Promise)
  - Jan Niklas - Pietro il Grande (Peter the Great)
  - Mark Harmon - Il mostro (The Deliberate Stranger)
  - James Garner - Promise (Promise)
  - John Ritter - Cause innaturali (Unnatural Causes)
- 1988
  - Randy Quaid - LBJ: The Early Years (LBJ: The Early Years)
  - Mark Harmon - La promessa (After the Promise)
  - Judd Nelson - Giovani omicidi (Billionaire Boys Club)
  - Alan Arkin - Fuga da Sobibor (Escape from Sobibor)
  - James Woods - In Love and War (In Love and War)
  - Jack Lemmon - Long Day's Journey Into Night (Long Day's Journey Into Night)
- 1989
  - Stacy Keach - Hemingway (Hemingway)
  - Michael Caine - La vera storia di Jack lo squartatore (Jack the Ripper)
  - Richard Chamberlain - Identità bruciata (The Bourne Identity)
  - Jack Lemmon - L'assassinio di Mary Phagan (The Murder of Mary Phagan)
  - Anthony Hopkins - The Tenth Man (The Tenth Man)

### 1990
- 1990
  - Robert Duvall - Lonesome Dove
  - John Gielgud - Ricordi di guerra (War and Remembrance)
  - Lane Smith - Giorni di fuoco (The Final Days)
  - Ben Kingsley - Wiesenthal (Murderers Among Us: The Simon Wiesenthal Story)
  - James Woods - My Name Is Bill W. (My Name Is Bill W.)
- 1991
  - James Garner - Decoration Day (Decoration Day)
  - Steven Bauer - Drug Wars: The Camarena Story (Drug Wars: The Camarena Story)
  - Michael Caine - Jekyll & Hyde (Jekyll & Hyde)
  - Tom Hulce - Murder in Mississippi (Murder in Mississippi)
  - Burt Lancaster - Il fantasma dell'Opera (The Phantom of the Opera)
  - Rick Schroder - The Stranger Within (The Stranger Within)
- 1992
  - Beau Bridges - Without Warning: The James Brady Story (Without Warning: The James Brady Story)
  - Peter Falk - Colombo - Colonna sonora con omicidio (Columbo: Columbo and the Murder of a Rock Star)
  - Sam Elliott - Conagher (Conagher)
  - Sam Neill - One Against the Wind (One Against the Wind)
  - Sidney Poitier - Separate But Equal (Separate But Equal)
- 1993
  - Robert Duvall - Stalin (Stalin)
  - James Woods - Citizen Cohn (Citizen Cohn)
  - Anthony Andrews - Jewels (Jewels)
  - Jon Voight - The Last of His Tribe (The Last of His Tribe)
  - Philip Casnoff - Sinatra - La musica fu solo l'inizio (Sinatra)
- 1994
  - James Garner - Barbarians at the Gate (Barbarians at the Gate)
  - Matthew Modine - Il grande gelo  (And the Band Played On)
  - Peter Falk - Colombo - Donne pericolose per il tenente Colombo (Columbo: It's All in the Game)
  - Jack Lemmon - A Life in the Theater (A Life in the Theater)
  - Peter Strauss - Men Don't Tell (Men Don't Tell)
- 1995
  - Raúl Juliá - Il fuoco della resistenza - La vera storia di Chico Mendes (The Burning Season: The Chico Mendes Story)
  - Samuel L. Jackson - The Prison (Against the Wall)
  - James Garner - Breathing Lessons (Breathing Lessons)
  - Rutger Hauer - Fatherland (Fatherland)
  - Alan Alda - Una prova difficile (White Mile)
- 1996
  - Gary Sinise - Truman (Truman)
  - James Woods - L'asilo maledetto (Indictment: The McMartin Trial)
  - Charles S. Dutton - The Piano Lesson (The Piano Lesson)
  - Alec Baldwin - Un tram che si chiama Desiderio (A Streetcar Named Desire)
  - Laurence Fishburne - The Tuskegee Airmen (The Tuskegee Airmen)
- 1997
  - Alan Rickman - Rasputin - Il demone nero (Rasputin)
  - Stephen Rea - Crime of the Century (Crime of the Century)
  - Armand Assante - Gotti (Gotti)
  - Beau Bridges - Losing Chase (Losing Chase)
  - James Woods - The Summer of Ben Tyler (The Summer of Ben Tyler)
- 1998
  - Ving Rhames - Don King - Una storia tutta americana (Don King: Only in America)
  - Jack Lemmon - La parola ai giurati (12 Angry Men)
  - Gary Sinise - George Wallace (George Wallace)
  - Armand Assante - L'Odissea (The Odyssey)
  - Matthew Modine - Parole dal cuore (What the Deaf Man Heard)
- 1999
  - Stanley Tucci - Winchell (Winchell)
  - Bill Paxton - La guerra dei bugiardi (A Bright Shining Lie)
  - Sam Neill - Merlino e l'apprendista stregone (Merlin)
  - Patrick Stewart - Moby Dick (Moby Dick)
  - Christopher Reeve - La finestra sul cortile (Rear Window)
  - Peter Fonda - The Tempest (The Tempest)

### 2000
- 2000
  - Jack Lemmon - ...e l'uomo creò Satana (Inherit the Wind)
  - Sam Shepard - Dash and Lilly (Dash and Lilly)
  - Liev Schreiber - RKO 281 - La vera storia di Quarto potere (RKO 281)
  - Jack Lemmon - I martedì da Morrie (Tuesdays with Morrie)
  - Tom Sizemore - L'occhio gelido del testimone (Witness Protection)
- 2001
  - Brian Dennehy - Morte di un commesso viaggiatore (Death of a Salesman)
  - James Woods - Dirty Pictures (Dirty Pictures)
  - Andy García - The Arturo Sandoval Story (For Love or Country: The Arturo Sandoval Story)
  - Alec Baldwin - Il processo di Norimberga (Nuremberg)
  - Brian Cox - Il processo di Norimberga (Nuremberg)
- 2002
  - James Franco - James Dean - La storia vera (James Dean)
  - Damian Lewis - Band of Brothers - Fratelli al fronte (Band of Brothers)
  - Barry Pepper - 61* (61*)
  - Ben Kingsley - La storia di Anna Frank (Anne Frank: The Whole Story)
  - Kenneth Branagh - Conspiracy - Soluzione finale  (Conspiracy)
- 2003
  - Albert Finney - Guerra imminente (The Gathering Storm)
  - William H. Macy - Il venditore dell'anno (Door to Door)
  - Michael Keaton - Live from Baghdad (Live from Baghdad)
  - Michael Gambon - Path to War (Path to War)
  - Linus Roache - RFK (RFK)
- 2004
  - Al Pacino - Angels in America (Angels in America)
  - Antonio Banderas - Pancho Villa, la leggenda (And Starring Pancho Villa As Himself)
  - James Brolin - The Reagans (The Reagans)
  - Troy Garity - Soldier's Girl (Soldier's Girl)
  - Tom Wilkinson - Normal (Normal)
- 2005
  - Geoffrey Rush - Tu chiamami Peter (The Life and Death of Peter Sellers)
  - Mos Def - Medici per la vita (Something the Lord Made)
  - Jamie Foxx - Redemption - La pace del guerriero (Redemption)
  - William H. Macy - The Wool Cap - Berretto di lana (The Wool Cap)
  - Patrick Stewart - Il leone d'inverno (The Lion In Winter)
- 2006
  - Jonathan Rhys-Meyers, Elvis (Elvis)
  - Kenneth Branagh, F.D. Roosevelt: un uomo, un presidente (Warm Springs)
  - Ed Harris, Le cascate del cuore (Empire Falls)
  - Bill Nighy, La ragazza nel caffè (The Girl In The Cafe)
  - Donald Sutherland, Human Trafficking (Human Trafficking)
- 2007
  - Bill Nighy, Gideon's Daughter (Gideon's Daughter)
  - Andre Braugher, Thief (Thief)
  - Robert Duvall, Broken Trail (Broken Trail)
  - Michael Ealy, Sleeper Cell (Sleeper Cell')
  - Chiwetel Ejiofor, Tsunami: The Aftermath (Tsunami: The Aftermath)
  - Ben Kingsley, Mrs. Harris (Mrs. Harris)
  - Matthew Perry, The Ron Clark Story (The Ron Clark Story)
- 2008
  - Jim Broadbent - Longford (Longford)
  - James Nesbitt - Jekyll (Jekyll)
  - Jason Isaacs - The State Within (The State Within)
  - Adam Beach - Bury My Heart at Wounded Knee (Bury My Heart at Wounded Knee)
  - Ernest Borgnine - A Grandpa for Christmas (A Grandpa for Christmas)
- 2009
  - Paul Giamatti - John Adams
  - Ralph Fiennes - Bernard & Doris - Complici amici (Bernard and Doris)
  - Kevin Spacey - Recount
  - Kiefer Sutherland - 24: Redemption
  - Tom Wilkinson - Recount

### 2010
- 2010
  - Kevin Bacon - Taking Chance - Il ritorno di un eroe (Taking Chance)
  - Jeremy Irons - Georgia O'Keeffe
  - Brendan Gleeson - Into the Storm - La guerra di Churchill (Into the Storm)
  - Chiwetel Ejiofor - Endgame
  - Kenneth Branagh - Il commissario Wallander (Wallander)
- 2011
  - Al Pacino - You Don't Know Jack - Il dottor morte
  - Idris Elba - Luther
  - Ian McShane - I pilastri della Terra (The Pillars of the Earth)
  - Dennis Quaid - I due presidenti (The Special Relatioship)
  - Édgar Ramírez - Carlos
- 2012
  - Idris Elba - Luther
  - Hugh Bonneville - Downton Abbey
  - William Hurt - Too Big to Fail - Il crollo dei giganti (Too Big to Fail)
  - Bill Nighy - Page Eight
  - Dominic West - The Hour
- 2013
  - Kevin Costner - Hatfields & McCoys
  - Benedict Cumberbatch - Sherlock
  - Woody Harrelson - Game Change
  - Toby Jones - The Girl - La diva di Hitchcock
  - Clive Owen - Hemingway & Gellhorn
- 2014
  - Michael Douglas - Dietro i candelabri (Behind the Candelabra)
  - Matt Damon - Dietro i candelabri (Behind the Candelabra)
  - Chiwetel Ejiofor - Dancing on the Edge
  - Idris Elba - Luther
  - Al Pacino - Phil Spector
- 2015
  - Billy Bob Thornton - Fargo
  - Martin Freeman - Fargo
  - Woody Harrelson - True Detective
  - Matthew McConaughey - True Detective
  - Mark Ruffalo - The Normal Heart
- 2016
  - Oscar Isaac - Show Me a Hero
  - Idris Elba - Luther
  - David Oyelowo - Nightingale
  - Mark Rylance - Wolf Hall
  - Patrick Wilson - Fargo
- 2017
  - Tom Hiddleston - The Night Manager
  - Riz Ahmed - The Night Of - Cos'è successo quella notte? (The Night Of)
  - Bryan Cranston - All the Way
  - John Turturro - The Night Of - Cos'è successo quella notte? (The Night Of)
  - Courtney B. Vance - The People v. O. J. Simpson: American Crime Story
- 2018
  - Ewan McGregor - Fargo
  - Robert De Niro - The Wizard of Lies
  - Jude Law - The Young Pope
  - Kyle MacLachlan - Twin Peaks
  - Geoffrey Rush - Genius
- 2019
  - Darren Criss - L'assassinio di Gianni Versace - American Crime Story (The Assassination of Gianni Versace - American Crime Story)
  - Antonio Banderas - Genius: Picasso
  - Daniel Brühl - L'alienista (The Alienist)
  - Benedict Cumberbatch - Patrick Melrose
  - Hugh Grant - A Very English Scandal

### 2020
- 2020
  - Russell Crowe - The Loudest Voice - Sesso e potere (The Loudest Voice)
  - Christopher Abbott - Catch-22
  - Sacha Baron Cohen - The Spy
  - Jared Harris - Chernobyl
  - Sam Rockwell - Fosse/Verdon
- 2021[1]
  - Mark Ruffalo – Un volto, due destini - I Know This Much Is True (I Know This Much Is True)
  - Bryan Cranston – Your Honor
  - Jeff Daniels – Sfida al presidente - The Comey Rule (The Comey Rule)
  - Hugh Grant – The Undoing - Le verità non dette (The Undoing)
  - Ethan Hawke – The Good Lord Bird - La storia di John Brown (The Good Lord Bird)
- 2022[2]
  - Michael Keaton - Dopesick - Dichiarazione di dipendenza (Dopesick)
  - Paul Bettany - WandaVision
  - Oscar Isaac - Scene da un matrimonio (Scenes from a Marriage)
  - Ewan McGregor - Halston
  - Tahar Rahim - The Serpent
- 2023
  - Evan Peters - Dahmer - Mostro: la storia di Jeffrey Dahmer (Dahmer - Monster: The Jeffrey Dahmer Story)
  - Taron Egerton - Black Bird
  - Colin Firth - The Staircase - Una morte sospetta (The Staircase)
  - Andrew Garfield - In nome del cielo (Under the Banner of Heaven)
  - Sebastian Stan - Pam & Tommy
- 2024
  - Steven Yeun – Lo scontro
  - Matt Bomer – Compagni di viaggio (Fellow Travelers)
  - Sam Claflin – Daisy Jones & The Six
  - Jon Hamm – Fargo
  - Woody Harrelson – Infiltrati alla Casa Bianca - White House Plumbers
  - David Oyelowo – Lawmen - La storia di Bass Reeves
- 2025[3]
  - Colin Farrell – The Penguin
  - Richard Gadd – Baby Reindeer
  - Kevin Kline – Disclaimer - La vita perfetta (Disclaimer)
  - Cooper Koch – Monsters: The Lyle and Erik Menendez Story
  - Ewan McGregor – Un gentiluomo a Mosca (A Gentleman in Moscow)
  - Andrew Scott – Ripley